# تپه قلعه رضاخان
تپه قلعه رضاخان مربوط به دوره اشکانیان - دوره ساسانیان است و در شهرستان سرپل ذهاب، بخش مرکزی، دهستان دشت ذهاب، شمال شرق روستای برخ باران سفلی واقع شده و این اثر در تاریخ ۲۶ اسفند ۱۳۸۷ با شمارهٔ ثبت ۲۵۷۵۴ به‌عنوان یکی از آثار ملی ایران به ثبت رسیده است.